# Duell am Steuer
Duell am Steuer (Originaltitel: Hell Drivers) ist ein britisches Filmdrama von Regisseur Cy Endfield aus dem Jahr 1957. Der Film wurde von der Rank Organisation und Aqua Film Productions produziert. In den Hauptrollen spielen Stanley Baker, Herbert Lom, Peggy Cummins und Patrick McGoohan.

## Handlung
Joe ‘Tom’ Yately ist ein Ex-Sträfling. In dem Versuch, seine Vergangenheit hinter sich zu lassen, beschließt er, für das Hawlett Trucking Unternehmen zu arbeiten, das Kies transportiert. Es ist ein aggressives Unternehmen, bei dem die Geschwindigkeit, mit dem die Fahrer ihre Ladung transportieren sollen, alles ist. Wer zu wenige Fahrten an einem Tag schafft, ist raus aus dem Geschäft.
Red ist der erfahrenste und rücksichtsloseste Trucker und Leithammel der Gruppe. Er kann mit seinem Wagen 18 Fahrten an einem Tag organisieren, und duldet keinen Rivalen neben sich. Dabei ist ihm kein Mittel zu schmutzig, seine Konkurrenten zu behindern, zu schikanieren oder ihre Fahrzeuge zu sabotieren.
Tom freundet sich bald mit Lucy, der Sekretärin der Firma an, und dem Italiener Gino, einem der anständigen Fahrer. Aber der Rekord von Red fasziniert ihn und er will diesen brechen. Gino rät davon ab, aber er hilft trotzdem bei dem waghalsigen Unterfangen. Der Coup gelingt und bald darauf beginnt der Ärger, als Red und die anderen Fahrer eine vereinte Front gegen Tom bilden.
Gerade als Tom genug hat und beschließt, seine Koffer zu packen, sagt Lucy ihm, dass Gino einen schrecklichen Unfall hatte. Sie erzählt auch über die Korruption der Hawlett Trucking Company. Die Speditionsfirma, bei der Tom angeheuert hat, hält sich nicht an die Regeln.
Red, der beste, weil skrupelloseste Fahrer und Cartley, der Manager, haben fünf fiktive Fahrer auf der Gehaltsliste stehen. Die anderen angestellten Trucker sollen durch halsbrecherische Fahrten diese Fahrten hereinholen, damit der Betrug nicht auffällt, während Red und Cartley die Lohntüten der gefälschten Fahrer unter sich aufteilen. Als sein Freund Gino im Krankenhaus an den Folgen des von Red manipulierten Unfalls stirbt, fordert Tom Red zu einem letzten tödlichen Duell am Steuer.

## Rezeption
Das Lexikon des internationalen Films beschreibt den Film das Werk als „..bemerkenswerte[r]n Action-Reißer mit sozialkritischem Hintergrund“.
Cinema lobte die „…packende Mischung aus Sozialkritik und Action“.

## Produktionsnotizen
Die Endszene, in der einer der Wagen über den Rand eines Steinbruchs fährt, wurde in der Episode „The Heiress“ der TV-Serie Interpol Calling der Rank Organisation wiederverwendet.

## Synchronisation
Die deutsche Synchronbearbeitung entstand 1957 nach dem Dialogbuch von Ingeborg Grunewald unter der Synchronregie von Edgar Flatau bei der Rank Film Synchronproduktion in Hamburg.
| Darsteller       | Synchronsprecher       | Rolle           |
| ---------------- | ---------------------- | --------------- |
| Ronald Clarke    | Ernst Wilhelm Borchert | Barber Joe      |
| Patrick McGoohan | Heinz Reincke          | C. ‘Red’ Redman |
| Herbert Lom      | Siegfried Schürenberg  | Gino Rossi      |
| Jill Ireland     | Karin Lieneweg         | Jill            |
| David McCallum   | Hans-Joachim Schmiedel | Jimmy Yately    |
| Sean Connery     | Benno Gellenbeck       | Johnny Kates    |
| Peggy Cummins    | Margot Leonard         | Lucy            |
| Gordon Jackson   | Friedrich Schütter     | Scottie         |
| Stanley Baker    | Harry Wüstenhagen      | Tom Yately      |
| George Murcell   | Ullrich Haupt          | Tub             |
| Alfie Bass       | Dieter Brammer         | Tinker          |
| William Hartnell | Gert Niemitz           | Cartley         |
| Sidney James     | Helmut Peine           | Dusty           |
| Wilfrid Lawson   | Helmuth Gmelin         | Ed              |
| Wensley Pithey   | Rolf Prasch            | Pop             |
| Marjorie Rhodes  | Ursula Grabley         | Ma West         |

## DVD
Eine einfache und eine Doppel-DVD von Hell Drivers wurde zum 50-jährigen Jubiläum dieses britischen Film-Klassikers mit Starbesetzung im Jahr 2007 mit vielen Extras herausgegeben, einschließlich Dokumentarfilmen, allerdings nur mit englischem Originalton. Eine deutsche DVD-Fassung des Films, der in Deutschland am 29. November 1957 seine Erstaufführung im Kino hatte und schon oftmals im Fernsehen gezeigt wurde, erschien beim DVD Label Pidax am 19. Februar 2016.